# ديميتري سوكولوف
ديميتري سوكولوف (بالروسية: Соколов, Дмитрий Олегович)‏ هو لاعب كرة قدم روسي في مركز الوسط، ولد في 1 مارس 1988 في سترجفوي في روسيا. لعب مع أمكار بيرم وتوربيدو موسكو.

## وصلات خارجية
- ديميتري سوكولوف على موقع Soccerway.com (الإنجليزية)